# Kulim
Kulim is een stad en gemeente (majlis perbandaran; municipal council) in de Maleisische deelstaat Kedah.
De gemeente telt 281.000 inwoners.